# Склад (село)
Склад — село в Булунском улусе Якутии России. Входит в Тюметинский эвенкийский национальный наслег. Население 6 чел. (2021) .

## География
Село стоит на берегу реки Оленёк, в том месте, где в неё впадает левый приток Таймылыр, в 290 километрах от центра Булунского улуса.

## Название
В государственном каталоге географических названий упоминаются следующие варианты названия:
- Склад Таймылыр
- Таймылыр(Тюмяти)
- Тумэти
- Тюмэти
- Тюмяти

## История
Согласно Закону Республики Саха (Якутия) от 30 ноября 2004 года N 173-З N 353-III село вошло в образованное муниципальное образование Тюметинский эвенкийский национальный наслег.

## Население
| 2002 | 2010 | 2021 |
| ---- | ---- | ---- |
| 9    | ↗10  | ↘6   |